# 宜蘭文昌廟
24°45′30″N 121°45′04″E / 24.758359°N 121.751044°E
宜蘭文昌廟，又稱文武廟，舊稱文昌壇，是位於臺灣宜蘭縣宜蘭市中山里的文昌廟兼關帝廟，過去也是仰山書院的所在。

## 歷史沿革

### 清治時期

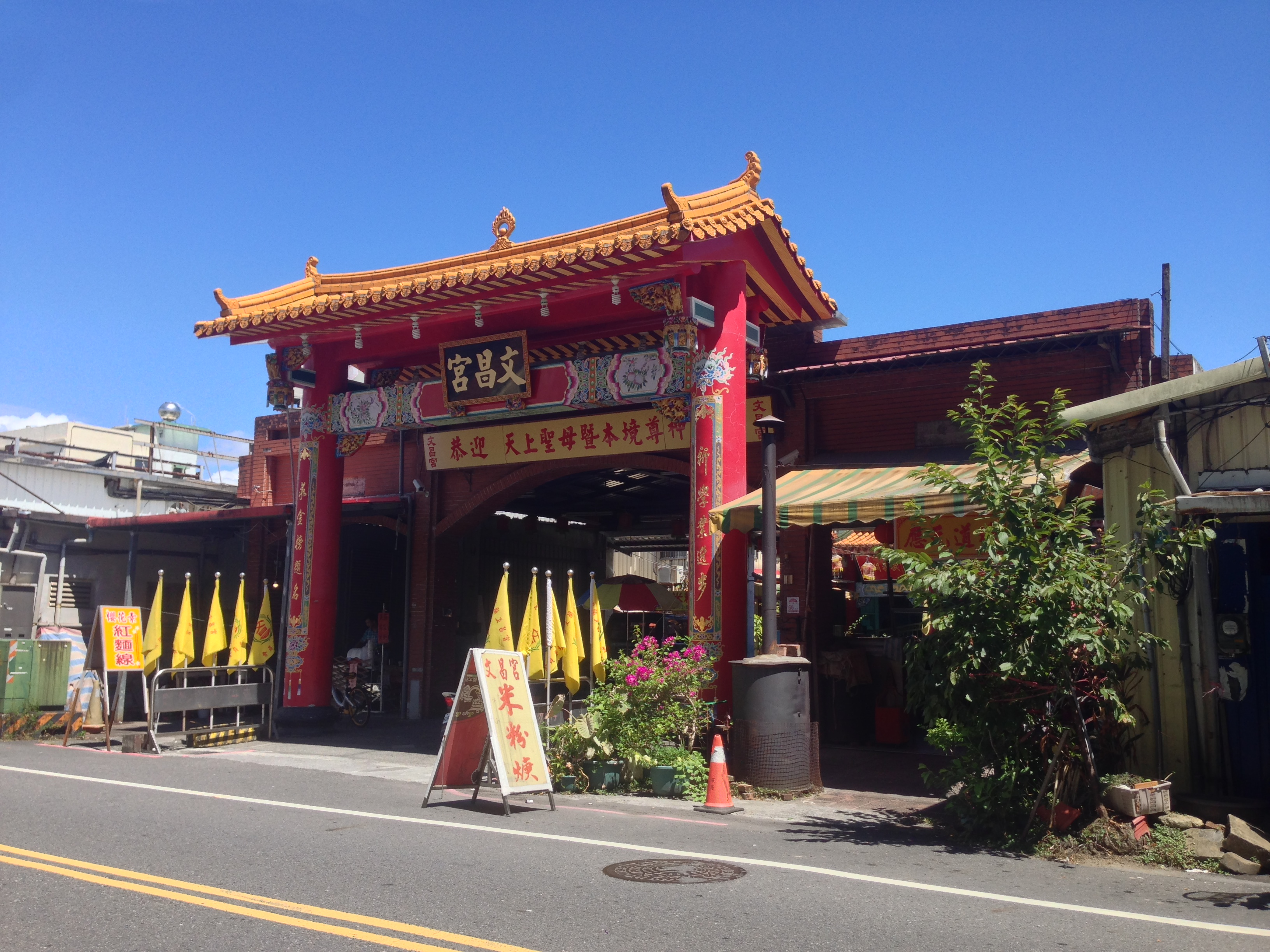
進入文昌廟要經過西門市場，上面匾額為「文昌宮」。

嘉慶二十三年（1818年）由通判高大鏞倡建。陳淑均所著《噶瑪蘭廳志》一書中稱其為「文昌壇」，左右各設廂房且前庭東址並置敬字亭一座。官方從四川梓潼迎回文昌帝君供奉，並樹立周敦頤、程顥、程頤、張載、朱熹五夫子牌位，以及倉頡夫子神位。
道光二年（1822年），官員邱竣南創立考棚，作為每年四月童生考試之所。道光五年（1825年）通判呂志恒以東廂作為仰山書院使用，並於臨街處建一門樓，地方名人如楊士芳、李望洋等均曾任書院山長。道光二十五年（1845年）通判朱材哲倡捐改建為左、右二殿，左奉文昌、右奉關帝。咸豐元年（1851年）居民拓建外牆、山門等。

### 日治時期
初期，仰山書院曾被移作警察署與警察官吏宿舍使用，原本書院右側的廂房整個被拆毀，改建為日式宿舍。1905年，兩個主殿與五夫子祠都作為宜蘭公學校一年級學生的教室，前方廟埕則是小學生的運動場，剩下的書院建築則教授漢學。開學典禮就在廟內舉辦，當時設有五個班。1910年，阿元師（陳榮元）重修屋頂剪黏及瓦作。之後亦歷經數次整修。1923年，宜蘭女子公學校（今宜蘭國小）新校舍建築完成，才將學生移出此廟。

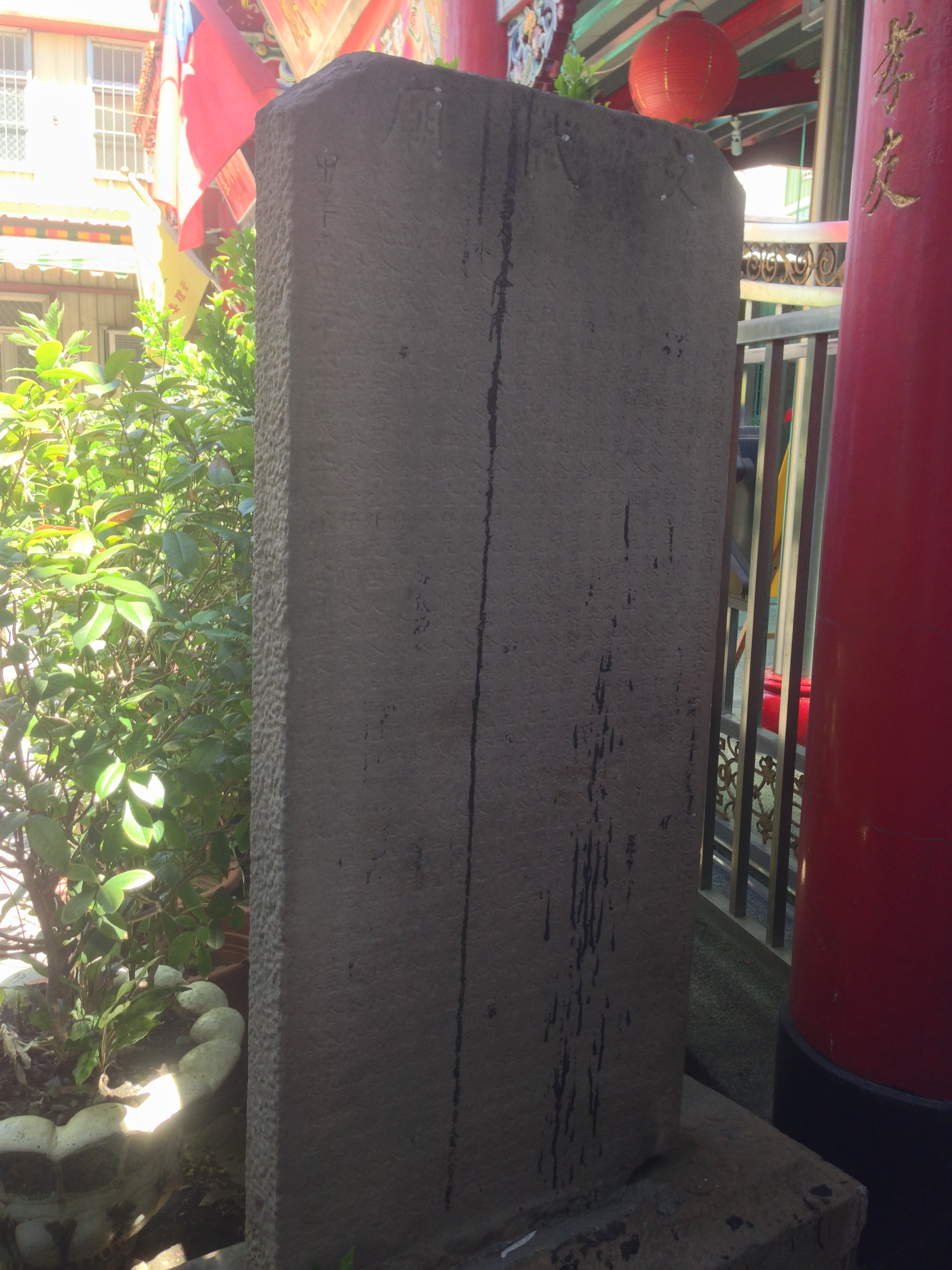
宜蘭文武廟修廟捐題碑

1925年重修文昌廟聖像、五夫子牌位，並在牌樓東南側牆垣立有捐修碑。碑上的廟名刻為「文武廟」。

### 戰後時期
臺灣戰後時期的1947年整修，其碑記也刻為「文武廟」。

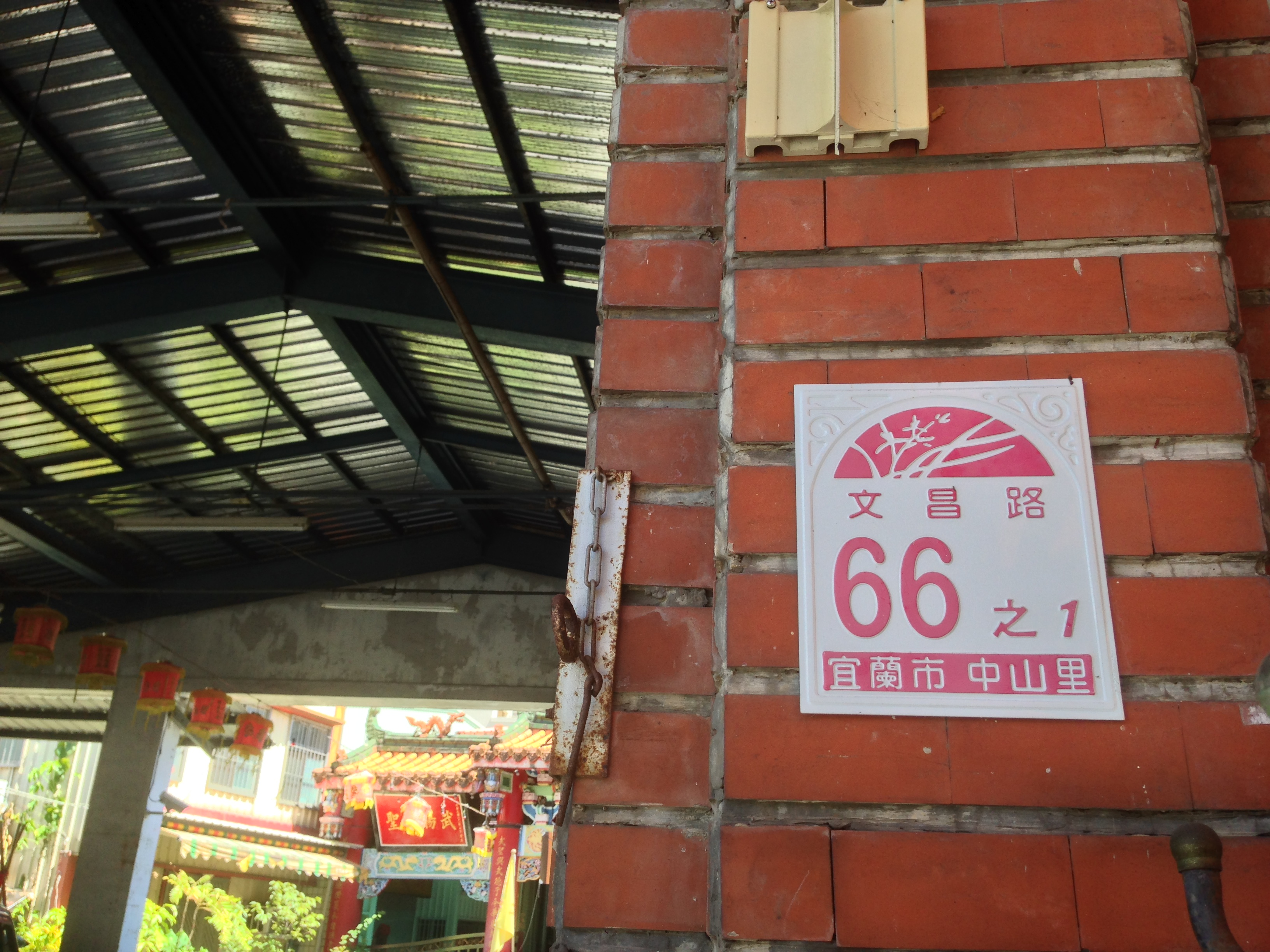
門牌為中山里文昌路66號。

廟方空房舍由政府開放讓人民自由登記佔用，被本地鄉民「蔡老瓜」（蔡姓，綽號「老瓜」），將書院的房舍整間佔有，再分租給其他人住。院落、日式宿舍群以及周邊既有的空地，均陸續被當地居民、外省退伍榮民佔用。老兵們佔居在文廟內，除使用神像後方的貯藏室，也在廟殿之內搭建廂房，並扮演起廟公的角色。過去，總蘭社經常在廟埕的空間聚會練習，所以武廟的空間使用率很高，香火曾比文昌帝君鼎盛。後來，由於老兵的經營，加上民眾對教育的重視，文廟逐漸興旺起來，反而是武廟因為北管音樂的沒落，漸漸冷清。
文昌廟前大片的空地為西門市場，昔日為宜蘭市重要的集貨市場，但因交通模式改變而沒落。1980年代，老兵過世之後，由地方組成的祈安會（媽祖會）接管，經過角力，才逐漸由現在的文昌廟管理委員會完全接手。前庭的照壁因道路拓寬而被拆除，在原內埕的地方新建一公尺多高的牆垣。1978年時，加建牌樓，並陸續填高廟埕，新建香爐、天棚、文殿、武殿前方兩側的鐵皮屋與廁所。

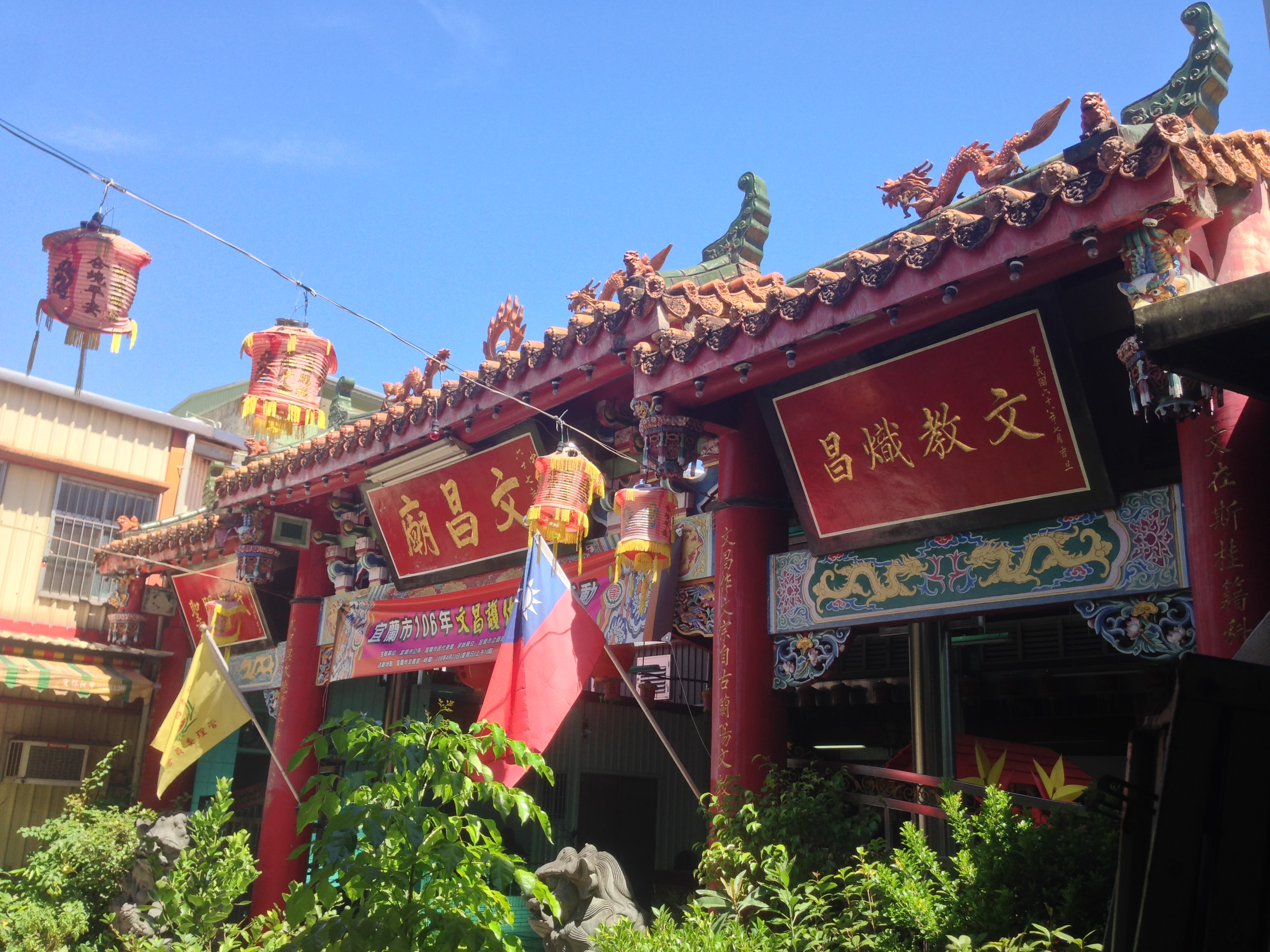
廟坊

廟方1990年開始發放清寒子女獎助學金，宜蘭縣大學、高中、國中清寒學生，每校可推薦6名。該年也增設魁星神像。
廟地屬於國有財產局，因廟方多年未繳交使用費，2004年左右被國有財產局宜蘭分局命令繳交新台幣128萬元的不當得利補償金。

## 空間配置
廟宇臨文昌路側為一牌坊，上懸「文昌宮」匾，雙柱對聯為「祈學業進步」、「求金榜題名」，牌樓後為西門市場舊址。
過西門市場後另有一三門牌坊，面對牌坊正面中間懸掛「文昌廟」匾（匾上載明中華民國六十七年春立），右邊門上懸「文教熾昌」匾，左邊門上懸「武揚關聖」匾，左右門背面分懸「文稱六府」、「武統三軍」匾。1997年時的新聞報導表示，十幾年前牌樓上曾懸有時任縣長題字寫著「文武廟」三字的匾額。
進入三門牌坊後為內埕廣場，上有天棚遮蔽風雨，東側供奉文昌帝君之坐騎麒麟，西側供奉關聖帝君之坐騎神馬。
主建築分為東西兩側，東為文昌宮，西為武昌宮。兩宮皆開三門並各設天公爐，室內以水泥牆分隔，僅留一小門相通。
文昌宮（以下未特別註明者均為神像）
- 主神龕：文昌帝君、天聾地啞、文昌帝君滿文神位、制字先師蒼頡夫子神位
- 龍邊：魁星爺
- 虎邊：宋朝五夫子（周敦頤、程顥、程頤、張載、朱熹）神位、朱熹夫子。

武昌宮
- 主神龕：關聖帝君、關平周倉、關聖帝君神位(漢文與滿文並書)
- 龍邊：觀音菩薩、善財龍女
- 虎邊：西秦王爺、福德正神

## 祭祀活動
宜蘭孔廟竣工前，此廟實質上扮演了文廟、武廟的雙重地位。
日治時代，文昌廟仍持續進行著清朝時的春秋祭典，由廟方董事邀請當地保正與文武舉人、生員，分派執事參列與祭。春祭延續三天，三日時致祭文昌，並恭送聖蹟，四日致祭武聖，五日則致祭五夫子祠，行三獻禮。戰後時期，廢祀祭典，該廟的官方色彩漸減弱，少具有官方科儀色彩。
農曆六月二十四為關聖帝君和西秦王爺共同的誕辰，除了兩神共同出巡，在西門市場的空地間也會擺戲臺做北管、布袋戲或歌仔戲。廟方在每年五月或八月或農曆二月九月，則會迎清水祖師或是關渡媽祖來廟坐鎮。
每逢考季許多考生影印准考證到此廟祭拜文昌帝君，也有少數考生會來拜關聖帝君，如報考軍校或是體育系、或是考生拜錯。

## 土地神像
噶瑪蘭廳城東、西、南及北門時，都有設置土地廟，但神像陸續不知所終。宜蘭文史工作者楊晉平的查訪與考證下，已在市內的南興廟和宜蘭新民堂各別找回南門及東門的土地公像，北門土地公像。
位於噶瑪蘭廳城西門附近的宜蘭文昌廟有一尊土地公神像曾遺失三十多年，在2010年代才被民眾請回廟內。楊晉平認為不論以外型和大小來看，疑似為失蹤的西門土地公神像，不過目前沒有任何文獻能證明。2019年9月4日，時任宜蘭市市長的江聰淵表示，乾脆向該神像擲筊，第一擲就是聖筊，於是他就宣布先暫時認定神像是西門土地公，但未來仍回繼續考證。

## 神明坐騎
戰後初期，地方士紳從原本是宜蘭神社的員山忠烈祠附近的一間倉庫裡，發現一座銅馬雕像，認為很適合做為關聖帝君坐騎，便運回豎立在廟前廣場西側。當地人許文漢回憶小時候早年廣場未鋪水泥，地上遍長青草，每隔一段日子便要修剪，但讓眾人嘖嘖稱奇的是銅馬附近的青草卻始終長不高。老人說是「神馬」每天都在啃草。許文漢也曾聽外祖母講經常會在深夜時分聽見馬蹄聲從廟裡走出，大約半小時後才會聽到馬蹄聲從遠而近，回到廟裡。
銅馬腹上的社紋，代表臺灣總督府的12枚菊花葉組成的圓圈，其內由呈上下巔倒的等腰三角形組成象徵「台」字型圖案。家長、考生會對此馬像拈香祭拜，並摸馬頭、馬尾，求取考試順利成功。銅馬助長了文昌廟人氣，而廟方也在銅馬上方掛上一幅「馬到成功」牌匾。
後來，信徒也擔憂文昌帝君寂寞，就在廣場東側塑了一座四蹄分別踩著文房四寶的麒麟塑像，做為其坐騎。在麒麟上方，同樣也掛了一幅「麟趾呈祥」牌匾。
過去地方曾有意將銅馬移回員山公園，但擲筊無法得到關老爺神諭應許而作罷。於是員山鄉公所請人從文昌廟翻模複製此像，在1997年8月末動員五百多鄉民及盛大陣頭到廟裡舉行割香儀式迎回分身，但擔任正獻官的鄉長廖明灶，錯向東側的文昌帝君上奏。

## 附設樂班
因為信仰祭祀慶典需求，也連帶發展了相關的戲曲團體。廟在清治時期設有演奏清鑼鼓為主的福祿大鼓班，後來宜蘭福祿派開業先師簡文登的再傳弟子李逢時至此傳授後，在1845年左右而設立北管樂班的總蘭社。團員都會在廟埕的地方練習，也會利用廟埕的空間來晾曬社旗、樂器。在關帝殿內則供奉北管戲神西秦王爺。
仰山書院則有南管樂班的郎君會，據說有讀書人才能參加，因此被稱為「紳士班」，如楊士芳，李望洋、林廷儀等皆先後董其事。此團體一直維持到1900年。
總蘭社留在文昌廟的文物累積豐盛，但環境欠佳，繡旗、戲籠、宮燈、牌匾等都有破損。於是在宜蘭縣地方文史工作者康濟時等人推動下，總蘭社頭人歐燦偉等社方人員同意，把其中一百四十五件文物捐贈給國立傳統藝術中心。國立傳統藝術中心請匠師以一年半時間整修完成，於2003年10月5日展出。
廟旁還有一個獲薪傳獎的傀儡戲團福龍軒。